# Rio Sapucaí (vattendrag i Brasilien, Paraná)
Rio Sapucaí är ett vattendrag i Brasilien.   Det ligger i delstaten Paraná, i den södra delen av landet, 1 100 km sydväst om huvudstaden Brasília.
Omgivningen kring Rio Sapucaí är en mosaik av jordbruksmark och naturlig växtlighet. Området är ganska glesbefolkat, med 22 invånare per kvadratkilometer.